# 을용타

2003년 일본 사이타마에서 열린 대한민국과 중국의 동아시안컵 대회 경기. 중국의 리이(11번) 선수가 대한민국의 이을용(13번)에게 뒤통수를 맞고 쓰러져 있다.

을용타(乙容打)는 대한민국 축구 국가대표팀과 중화인민공화국 축구 국가대표팀의 경기 도중 대한민국의 이을용이 중화인민공화국의 리이를 가격하여 퇴장당한 사건, 혹은 그 당시 사진을 패러디한 그림이다.

## 사건 개요

### 배경
2003년 5월 28일부터 6월 3일까지 일본에서 개최가 예정되었던 동아시아컵은 중증급성호흡기증후군(SARS, 사스) 확산의 여파로 인해서 12월 4일부터 12월 10일까지로 연기되어 치러지게 되었다. 대회 본선에는 개최국인 일본과 대한민국, 중화인민공화국, 홍콩 4개국이 참가했으며, 2차전에서 대한민국과 중화인민공화국간의 맞대결이 예정되어 있었다.
대한민국은 홍콩과의 1차전에서 3-1 승리를 거두었으며, 중화인민공화국은 일본과의 1차전에서 0-2로 패했다. 대한민국은 2002년 FIFA 월드컵 이후 움베르투 코엘류가 감독으로 취임했으며, 중화인민공화국 또한 2002년 FIFA 월드컵 이후 아리 한을 새 감독으로 맞이하였다.

### 경기 진행
| 대한민국     | 1 : 0  | 중화인민공화국 |
| ------------ | ------ | -------------- |
| 유상철 45+1′ | 리포트 |                |

| 대한민국:       |    |        |              |
|                 |    |        |              |
| GK              | 1  | 이운재 |              |
| DF              | 7  | 김태영 |              |
| DF              | 4  | 최진철 | 44′          |
| DF              | 6  | 유상철 | 45+1′ (주장) |
| MF              | 13 | 이을용 | 60′          |
| MF              | 12 | 김동진 |              |
| MF              | 8  | 최원권 |              |
| MF              | 20 | 김두현 |              |
| FW              | 11 | 최용수 | 64′          |
| FW              | 19 | 안정환 | 40′ 74′      |
| FW              | 18 | 김대의 | 90+2′        |
| 교체 명단:      |    |        |              |
| GK              | 21 | 김용대 |              |
| GK              | 23 | 김해운 |              |
| DF              | 5  | 김현수 | 90+2′        |
| DF              | 15 | 박재홍 |              |
| DF              | 22 | 조세권 |              |
| MF              | 10 | 이관우 | 64′          |
| MF              | 10 | 현영민 |              |
| MF              | 10 | 전재호 |              |
| FW              | 9  | 김도훈 | 74′          |
| FW              | 14 | 김은중 |              |
| FW              | 16 | 정경호 |              |
| 감독:           |    |        |              |
| 움베르투 코엘류 |    |        |              |

| 중국:      |    |            |         |
|            |    |            |         |
| GK         | 1  | 류윤페이   |         |
| DF         | 4  | 리웨이펑   | (주장)  |
| DF         | 8  | 양푸       |         |
| DF         | 6  | 정즈       | 28′     |
| DF         | 5  | 지밍이     | 61′     |
| DF         | 17 | 저우팅     | 40′ 70′ |
| DF         | 14 | 류진동     |         |
| MF         | 16 | 자오쉬르   | 79′     |
| MF         | 7  | 자오준저   |         |
| FW         | 11 | 리이       | 60′     |
| FW         | 22 | 양천       |         |
| 교체 명단: |    |            |         |
| GK         | 23 | 리젠       |         |
| GK         | 13 | 한웬하이   |         |
| DF         | 20 | 웨이신     |         |
| DF         | 15 | 두웨이     |         |
| DF         | 3  | 샤오잔보   |         |
| DF         | 2  | 쉬윈룽     |         |
| DF         | 12 | 장야오쿤   |         |
| MF         | 10 | 저우하이빈 | 79′     |
| MF         | 19 | 정빈       | 61′     |
| FW         | 21 | 두핑       | 70′     |
| FW         | 9  | 하오하이동 |         |
| FW         | 18 | 장숴       |         |
| 감독:      |    |            |         |
| 아리 한    |    |            |         |

#### 과정
공한증에서 벗어나려고 하는 중화인민공화국과 공한증을 이어가려는 대한민국의 상반된 입장이 경기를 가열시켰고, 전반전에만 양 팀 합쳐 4명의 선수들이 옐로카드를 받을 정도로 팽팽한 경기가 이어졌다. 이후 전반 종료 직전 왼쪽 코너에서 얻은 코너킥 기회에서 이을용이 올린 공을 유상철이 머리로 받아 넣어 대한민국이 1-0으로 앞서게 되었다.
그 뒤 후반전이 진행되었고, 후반전 14분경 이을용이 동료의 패스를 받아서 공을 돌리고 있을 때 리이가 이을용의 오른쪽 발목을 뒤에서 걷어찼다. 이전에도 발목 부상으로 오랫동안 고생하다가 가까스로 부상이 완쾌되고 있던 이을용은 순간적으로 흥분하여 리이의 뒤통수를 손바닥으로 때렸다. 리이가 뒤통수를 감싸쥐고 그라운드에 쓰러지자 흥분한 중국선수들이 몰려왔고, 이에 맞서 대한민국 선수들도 몰려들어 분위기가 험악해졌다. 양팀 선수 사이의 실랑이가 어느 정도 가라앉자 주심은 리이에게 경고를 주었고, 이을용에게는 퇴장을 선언했다. 이후 안정환이 리웨이펑을 걷어차는 등 양 팀 선수들간의 실랑이가 계속되었다.
우세한 경기를 펼치던 대한민국은 이을용의 퇴장으로 수적 열세에 놓이게 되었으나, 결국 한 골 차 리드를 지켜서 경기에서 승리했고 중화인민공화국을 상대로 무패 기록을 이어가게 되었다. 이 기록은 2010년 2월 중화인민공화국이 대한민국을 3-0으로 격파하면서 깨지게 된다.

### 결과
경기 후 중국 언론에서는 경기 중 발생한 이을용의 반칙을 대서특필했으며, 중국 네티즌 또한 이을용을 비난하는 방향으로 여론이 확산되었다. 중국인의 고질적인 민족주의가 작용하여 리이의 반칙에 대해선 아무런 언급도 되지 않았다.

## 패러디 그림
을용타가 유명해진 것에는 연합뉴스의 기자 한상균이 당시 상황을 순간적으로 잘 포착한 사진도 중요한 구실을 했다. 뒤통수를 감싸쥐고 엄살을 피우며 누워 있는 리이를 이을용이 분노에 찬 표정으로 내려다보는 절묘한 구도의 사진이 인터넷 뉴스 사이트를 통해 널리 알려지면서, 디시인사이드를 비롯한 여러 사이트에는 이 사진에 여러 모습을 합성한 그림들이 올라왔다. 이 그림들은 이을용의 이름과 상대방의 뒤통수를 때린 상황에서 이름을 따 “을용타”라고 불렸으며 그 전에도 수많은 상황과 인물을 합성한 패러디 사진이 등장하게 되었다.
수많은 패러디 사진이 만들어지면서, 패러디 내용도 점점 다양해졌다. 이을용이 망치나 전기톱 같은 것을 손에 들고 있는 것같이 사진을 약간만 변형하는 단계에서, 디시인사이드의 ‘필수 합성 요소’라고 부르는 인물들을 사진에 합성하거나 영화 포스터 등에 합성하는 등 패러디 그림은 점점 복잡한 형태로 발전했다. 특히 당시 중국 정부가 동북공정을 통해 고구려의 역사를 중국 지방 정권의 역사로 편입하려 한다는 소식이 대한민국에 전해지자 중국의 고구려사 왜곡 및 중국 선수와 관련된 패러디물이 다양하게 등장했다.

## 배경
- 중국팀은 이전부터 대한민국과의 축구 경기에서 스포츠 정신에 어긋나는 거친 반칙을 일삼아 왔다. 대표적으로 1998년 FIFA 월드컵 직전에 열린 중국과의 평가전에서 황선홍은 중국 골키퍼의 거친 반칙으로 무릎에 심각한 부상을 입고 월드컵에 참가하였지만, 한 경기도 출장하지 못하고 대표팀은 1무 2패로 조별예선에서 탈락했다. 이와 같은 문제로 중국 축구팀의 거친 플레이에 대해 대한민국을 비롯한 다수의 축구팬들은 불만을 가지고 있었다.
- 중국팀의 경우 공한증이라고 부를 만큼, 오랫동안 대한민국에 대해서 한 번도 이기지 못한 징크스를 가지고 있었고, 중국의 입장에서는 거친 경기를 펼쳐서라도 1승을 거두겠다는 의지를 가지고 있었다.
- 중국에 대한 일반 국민들의 감정이 악화되고 있었다. 2002년 FIFA 월드컵에서 대한민국의 4강 진출에 대해서 중국인들이 이를 시기하며 폄하한다는 것이 알려지면서 국민들의 감정이 좋지 않았고, 고구려사 왜곡 문제로 이것이 더욱 심화되었다. 을용타 사건은 이같은 정서가 표면으로 분출할 수 있는 계기가 되었고, 그 결과 패러디물이 나오게 되었다.
- 인터넷과 PC가 널리 보급되면서 그래픽 관련 프로그램을 능숙하게 다룰 수 있는 컴퓨터 사용자의 수가 급격히 증가했으며, 디시인사이드와 같은 사이트에서 합성 사진을 올리는 인터넷 문화가 이미 발달해 있었다. 을용타는 이런 사회적 배경을 등에 업고 수많은 패러디 사진을 낳았다.

## 당사자 이을용 선수의 반응
이을용 선수는 2005년 6월 스포탈코리아와의 인터뷰에서 당시 상황과 을용타 패러디 그림에 대한 의견을 밝혔다. 이을용은 고참 선수로서 자제했어야 하는데 순간적으로 흥분해서 그런 행동을 한 것을 후회하고 있다고 아쉬움을 드러냈다. 을용타 패러디 그림이 불쾌하지 않느냐는 질문에 대해서는 “그런 건 없다. 사람들이 그걸로 재미있다면 됐다.”라고 답했다.

## 같이 보기
- 공한증